# 陳明仙
陳明仙（1903年—1983年），又名陳明僊、明軒。貴州省平壩縣人。民國37年（1948年）在貴州省婦女選區當選第一屆立法委員

## 生平[4]
- 貴陽女子師範畢業，在中國國民黨貴州調查統計室（調查室）工作，並參加貴州省青年運動指導委員會
- 1930年代，參與組織貴州省婦女運動委員會，並擔任理事長，後兼任該會刊物《貴州婦女》主任
- 1934年，參加籌組貴州省婦女會，並兼任貴州婦女抗日救國團理事會所辦《新黔日報》的《驚蟄》副刊主編
- 1935年，參加陳惕廬所開辦的特工訓練班
- 1935年，參與青年陣地社，並以其家為開會地點
- 1935-1937年，任職於貴州省調查室組訓股，曾任股長
- 1937年，轉任中國國民黨貴州省黨部民運科幹事，專管婦女工作
- 1937年，組織貴州省婦女運動委員會，陳明僊為委員兼業務負責人。為第四屆主任委員
- 1937-1938年，參與貴州青年戰地服務團，1938年升任第一大隊隊長，負責兵役宣傳
- 1938年底，貴州爆發派系之爭，陳惕廬藉擔任青年戰地服務團團長機會離開貴陽，陳明僊追隨陳一同離開。後來陳明僊、何琼至湖南擔任湖南傷兵服務團正、副團長
- 1945年，因中央俱樂部（CC派）推薦，參加中國國民黨第六次全國代表大會
- 1948年，當選第一屆中華民國立法委員貴州省區婦女立法委員
- 1949年8月27日，參加「我們響應黃紹竑等「八一三」聲明」
- 1951年，以奉通緝在案，並經內政部彙案函准立法院查明於第四會期未報到出席，依法註銷立法委員名籍[5]
- 1980年，被聘為貴州省文史研究館館員。1983年去世。